# Arăneag
Arăneag – wieś w Rumunii, w okręgu Arad, w gminie Târnova. W 2011 roku liczyła 373 mieszkańców. 